# Windsor (Califòrnia)
Windsor és una població dels Estats Units a l'estat de Califòrnia. Segons el cens del 2008 tenia 26.437 habitants.

## Demografia
Segons el cens del 2000, Windsor tenia 22.744 habitants, 7.589 habitatges, i 5.775 famílies. La densitat de població era de 1.302,9 habitants/km².
Dels 7.589 habitatges en un 43,3% hi vivien nens de menys de 18 anys, en un 63,8% hi vivien parelles casades, en un 8,4% dones solteres, i en un 23,9% no eren unitats familiars. En el 18,6% dels habitatges hi vivien persones soles el 9,2% de les quals corresponia a persones de 65 anys o més que vivien soles. El nombre mitjà de persones vivint en cada habitatge era de 2,98 i el nombre mitjà de persones que vivien en cada família era de 3,4.
Per edats la població es repartia de la següent manera: un 30,8% tenia menys de 18 anys, un 6,5% entre 18 i 24, un 31,8% entre 25 i 44, un 19,8% de 45 a 60 i un 11,1% 65 anys o més.
L'edat mediana era de 35 anys. Per cada 100 dones de 18 o més anys hi havia 92,5 homes.
La renda mediana per habitatge era de 63.252 $ i la renda mediana per família de 67.992 $. Els homes tenien una renda mediana de 46.553 $ mentre que les dones 33.330 $. La renda per capita de la població era de 24.336 $. Entorn del 2,9% de les famílies i el 5,1% de la població estaven per davall del llindar de pobresa.

## Poblacions més properes
El següent diagrama mostra les poblacions més properes.